# Municipio de Fairview (condado de Stafford)
El municipio de Fairview (en inglés: Fairview Township) es un municipio ubicado en el condado de Stafford en el estado estadounidense de Kansas. En el año 2010 tenía una población de 92 habitantes y una densidad poblacional de 0,99 personas por km².

## Geografía
El municipio de Fairview se encuentra ubicado en las coordenadas 37°56′52″N 98°31′5″O / 37.94778, -98.51806. Según la Oficina del Censo de los Estados Unidos, el municipio tiene una superficie total de 93.21 km², de la cual 93,04 km² corresponden a tierra firme y (0,19 %) 0,18 km² es agua.

## Demografía
Según el censo de 2010, había 92 personas residiendo en el municipio de Fairview. La densidad de población era de 0,99 hab./km². De los 92 habitantes, el municipio de Fairview estaba compuesto por el 85,87 % blancos, el 7,61 % eran amerindios, el 5,43 % eran de otras razas y el 1,09 % eran de una mezcla de razas. Del total de la población el 30,43 % eran hispanos o latinos de cualquier raza.